# قائمة البعثات الدبلوماسية في نيوزيلندا

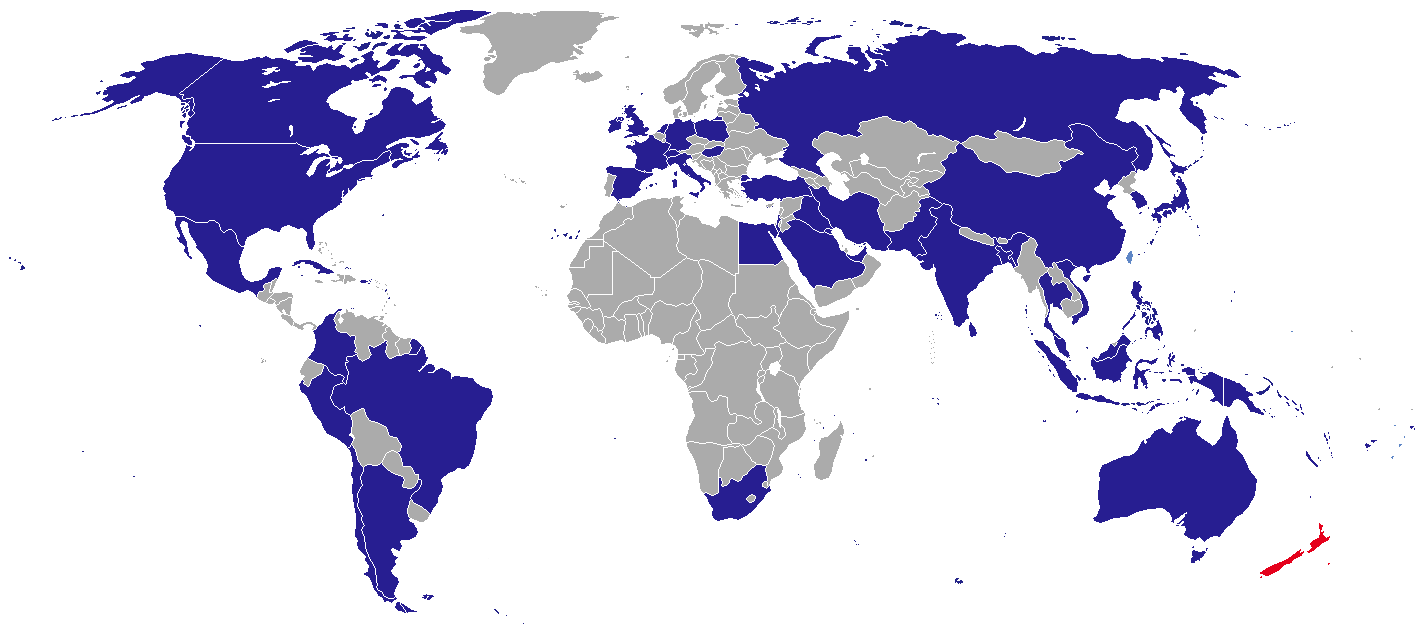
خريطة البعثات الدبلوماسية في نيوزيلندا

هذه قائمة البعثات الدبلوماسية في نيوزيلندا. يوجد في الوقت الحاضر 49 سفارة / لجنة عليا مقيمة في العاصمة ويلينجتون. حوالي تسعين دولة أخرى تعتمد سفراءها من أماكن أخرى.

## البعثات
- الاتحاد الأوروبي (وفد المفوضية الأوروبية)
- تايوان (مكتب تايبيه الاقتصادي والثقافي في نيوزيلندا)

## صور

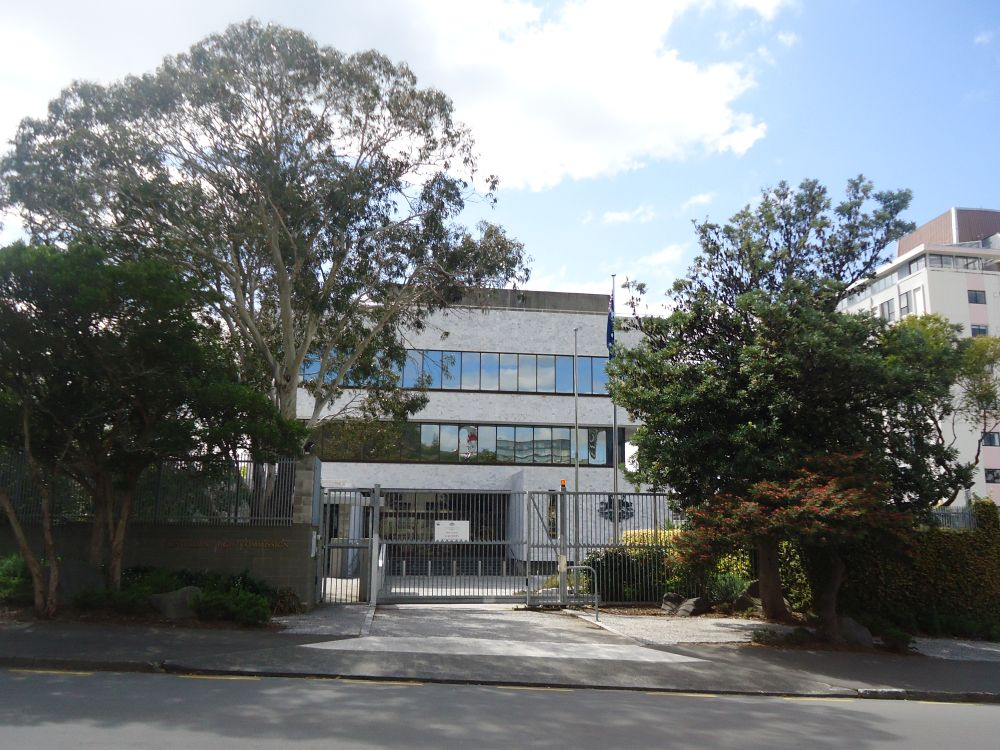
المفوضية العليا لأستراليا
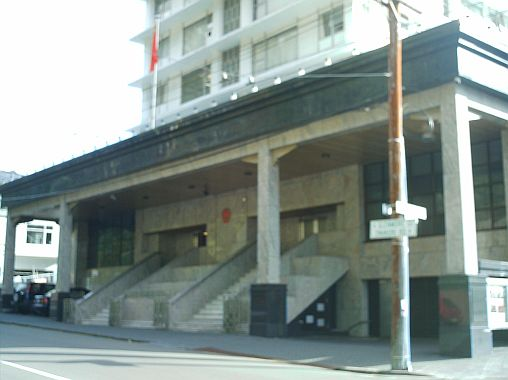
سفارة الصين
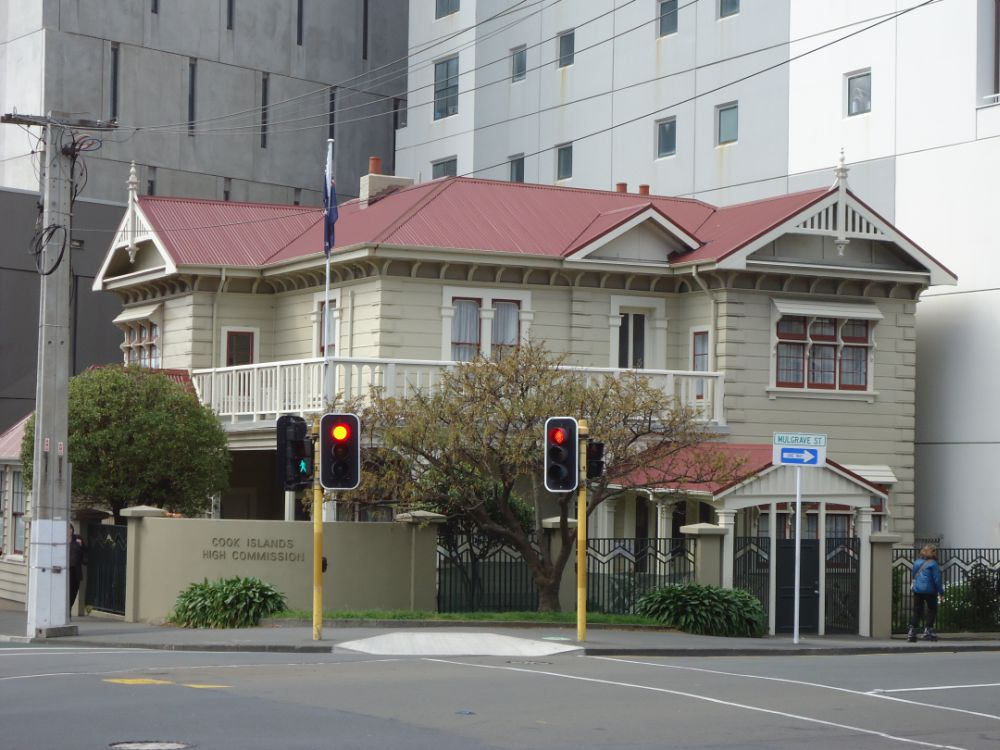
المفوضية العليا لجزر كوك
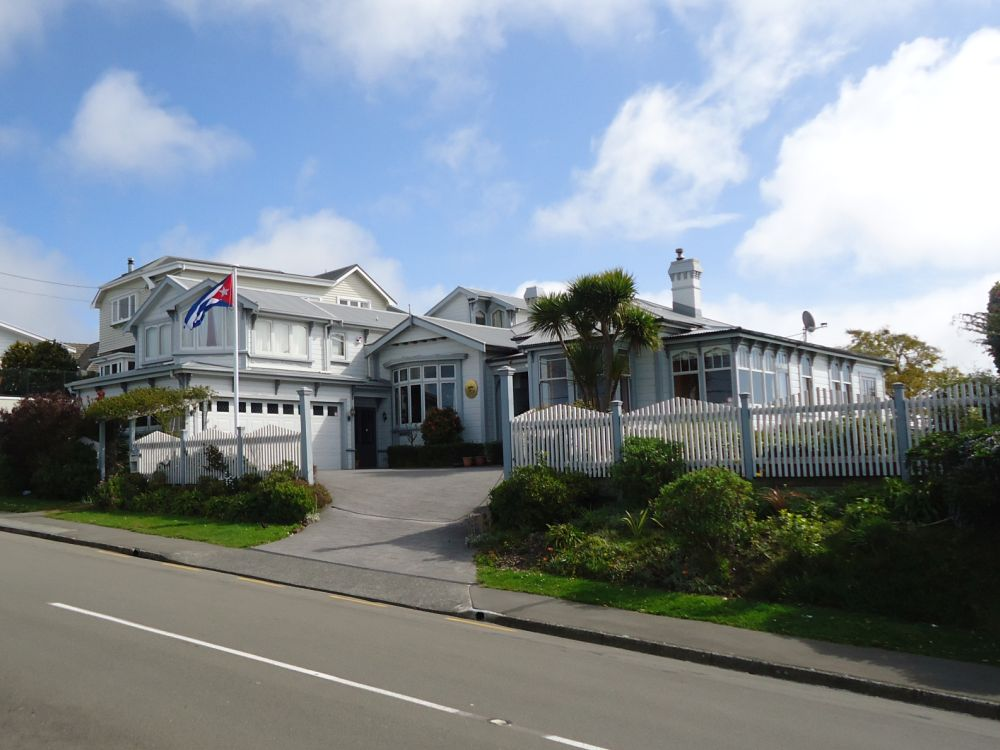
سفارة كوبا
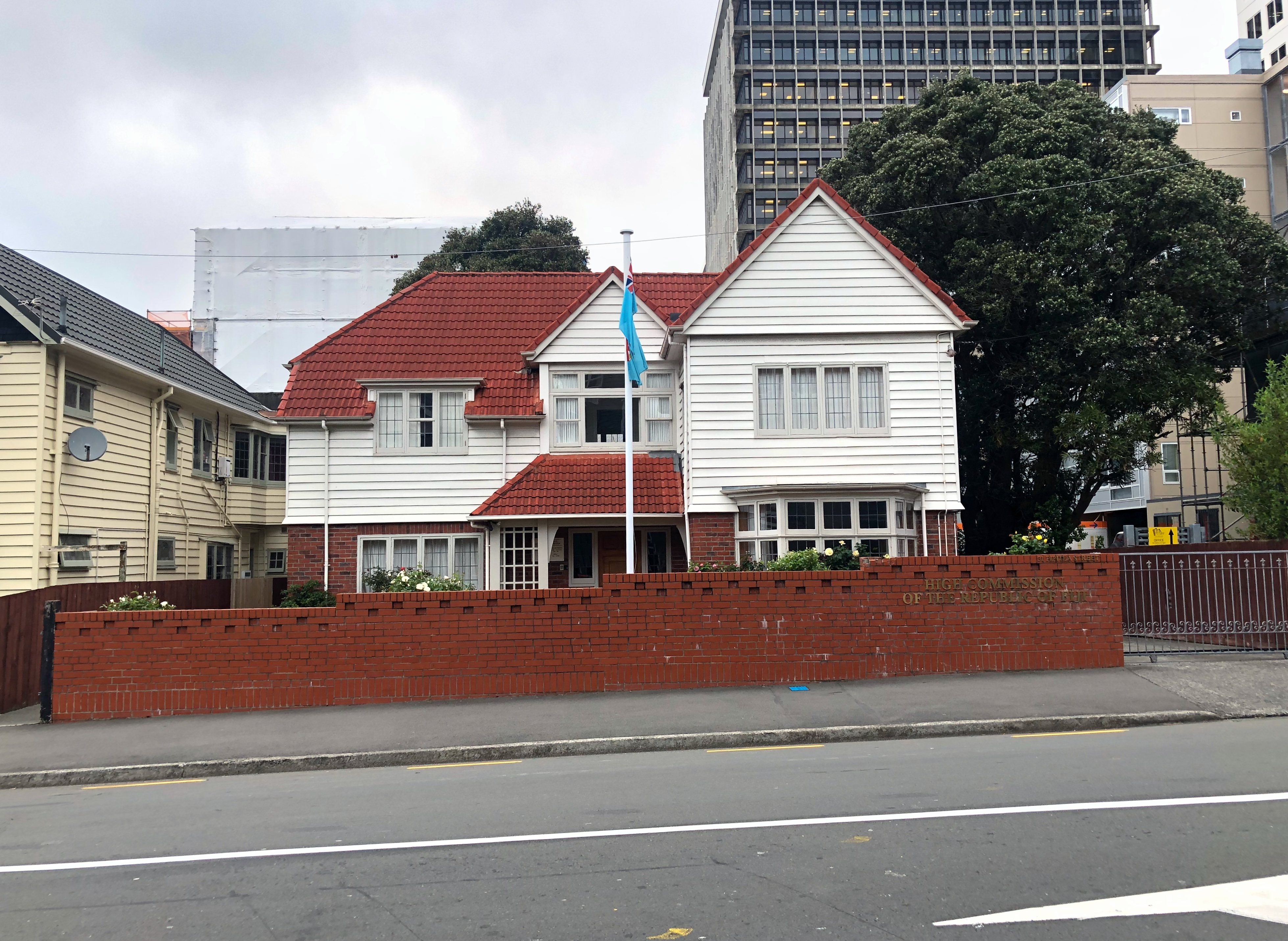
المفوضية العليا لفيجي
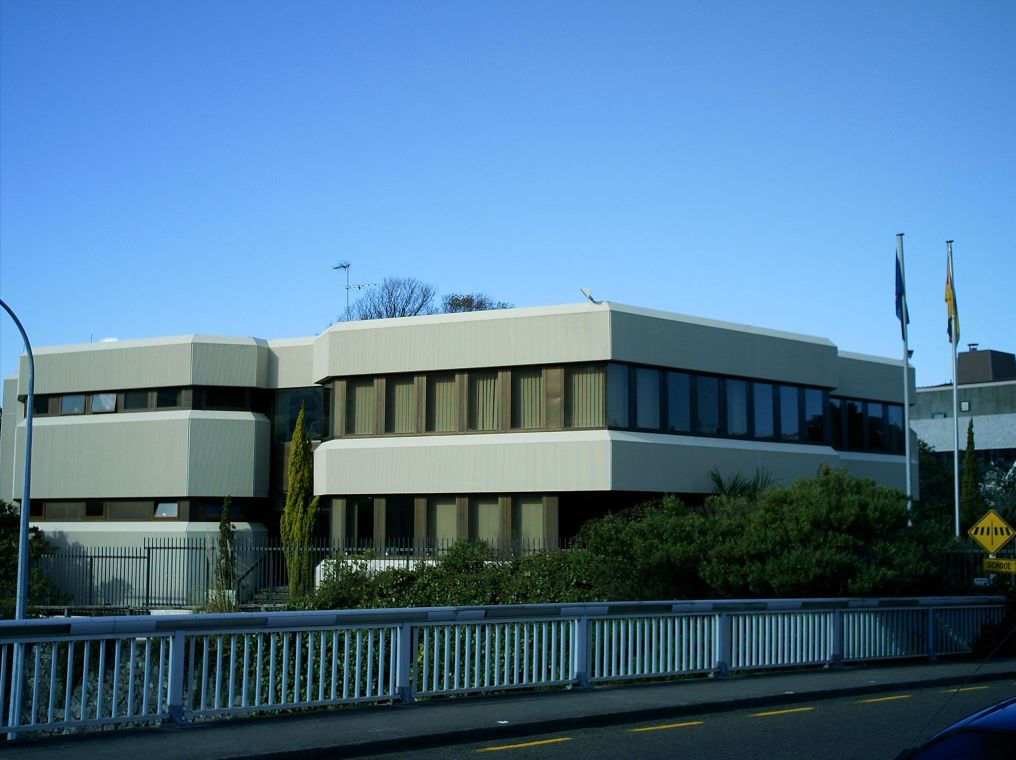
سفارة المانيا
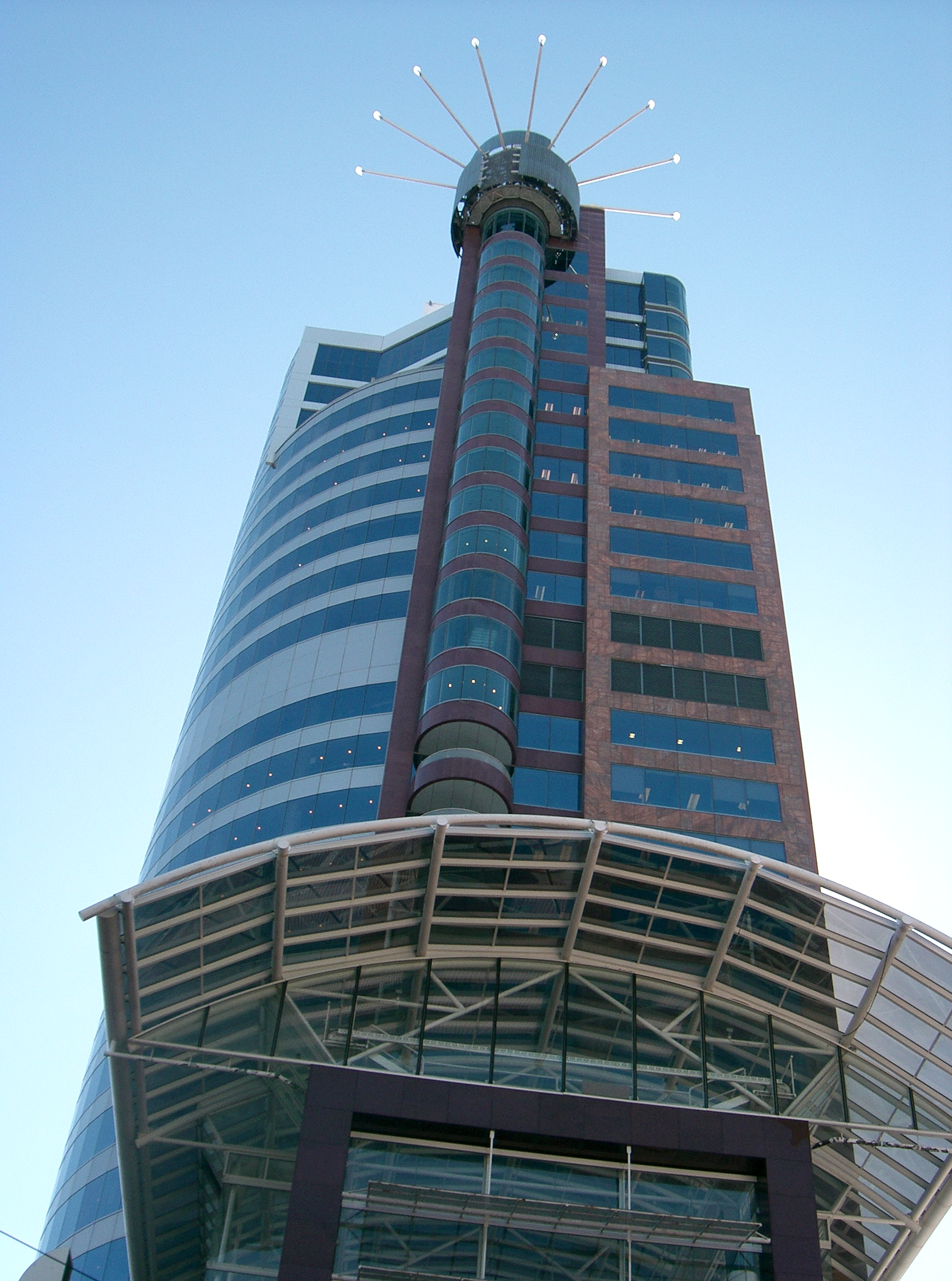
مبنى يستضيف سفارة اليابان ومكتب تايبيه الاقتصادي والثقافي
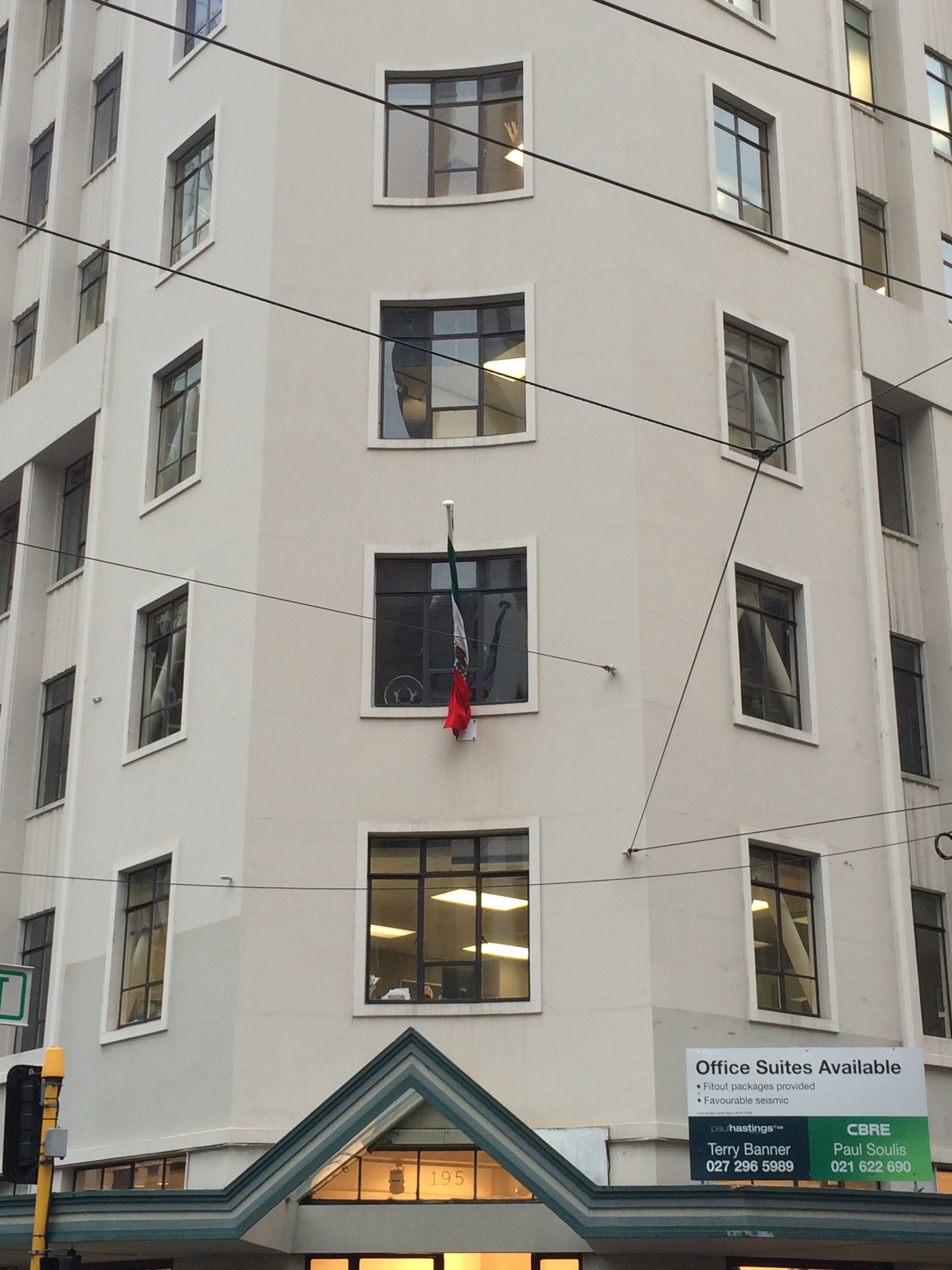
سفارة المكسيك
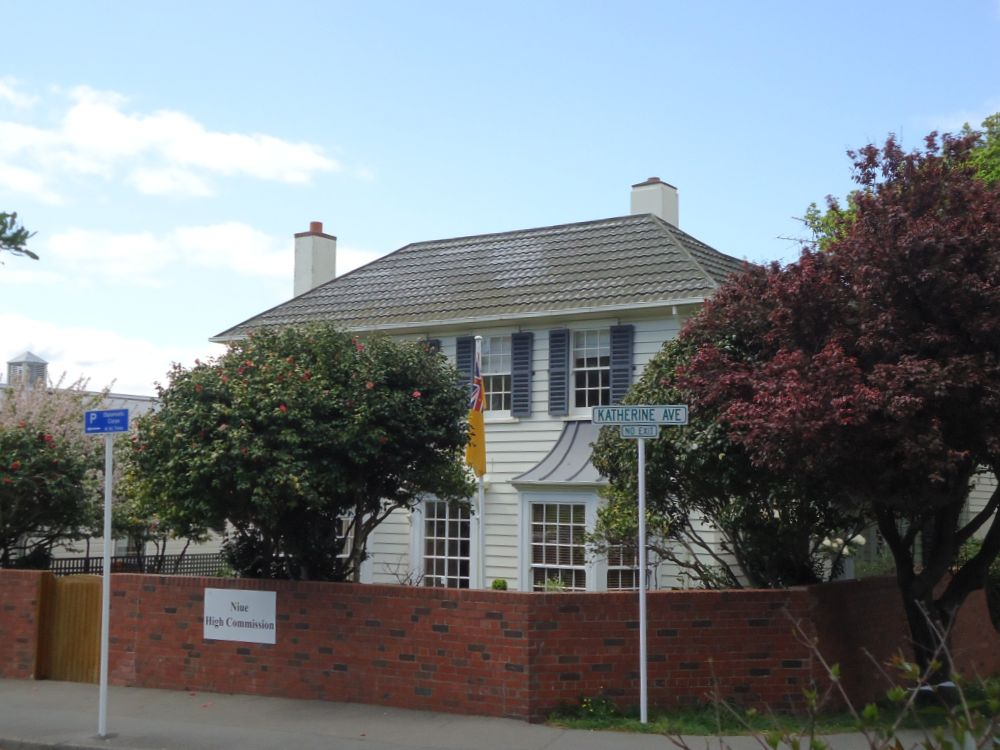
المفوضية العليا لنيوي
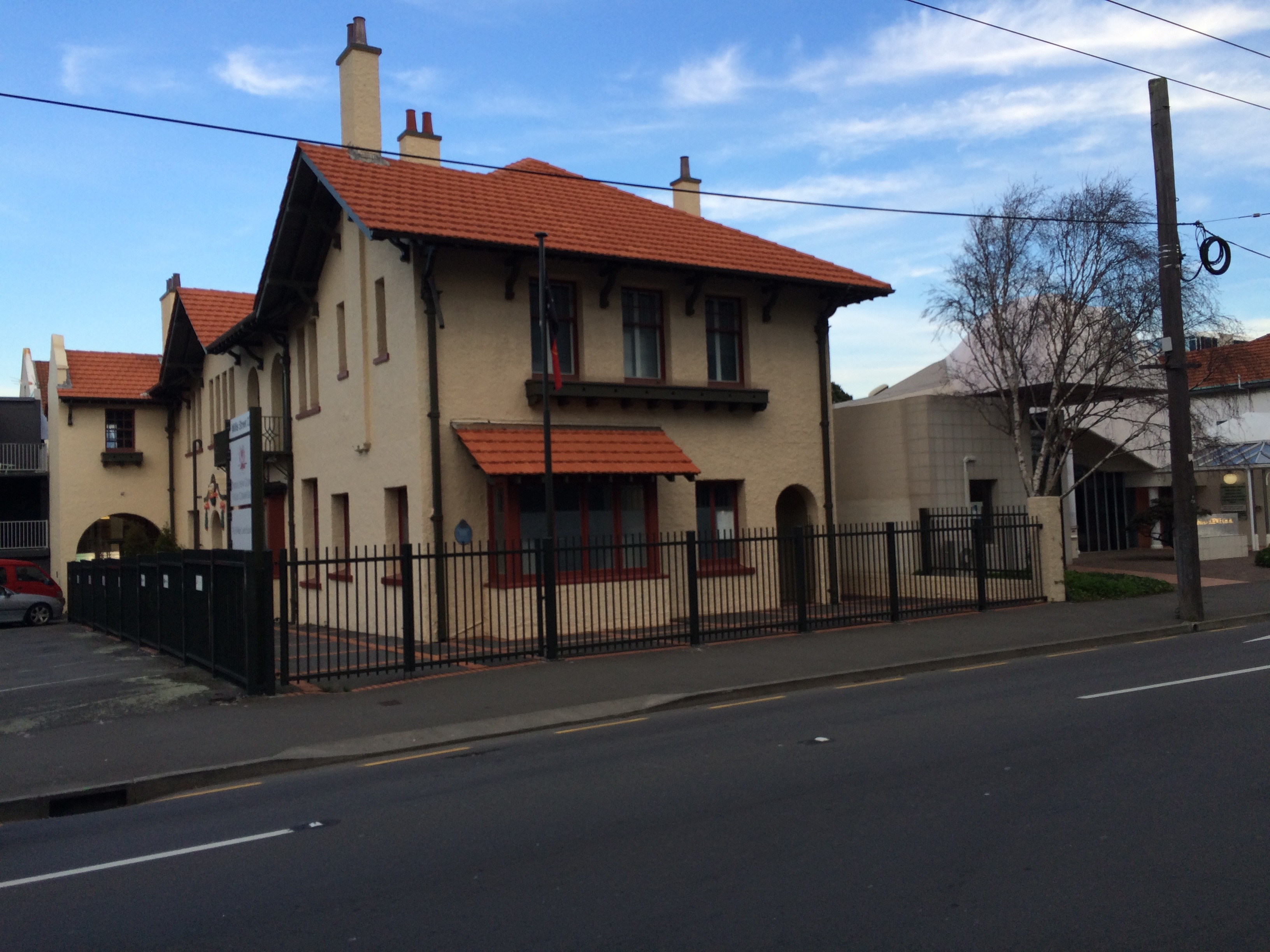
المفوضية العليا لبابوا غينيا الجديدة
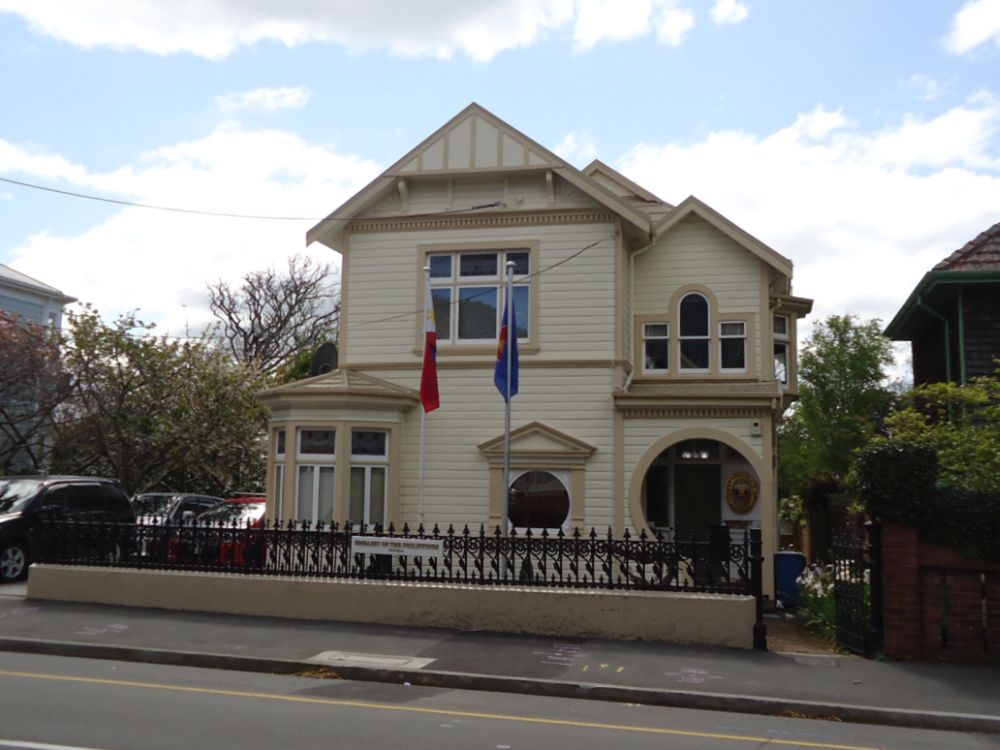
سفارة الفلبين
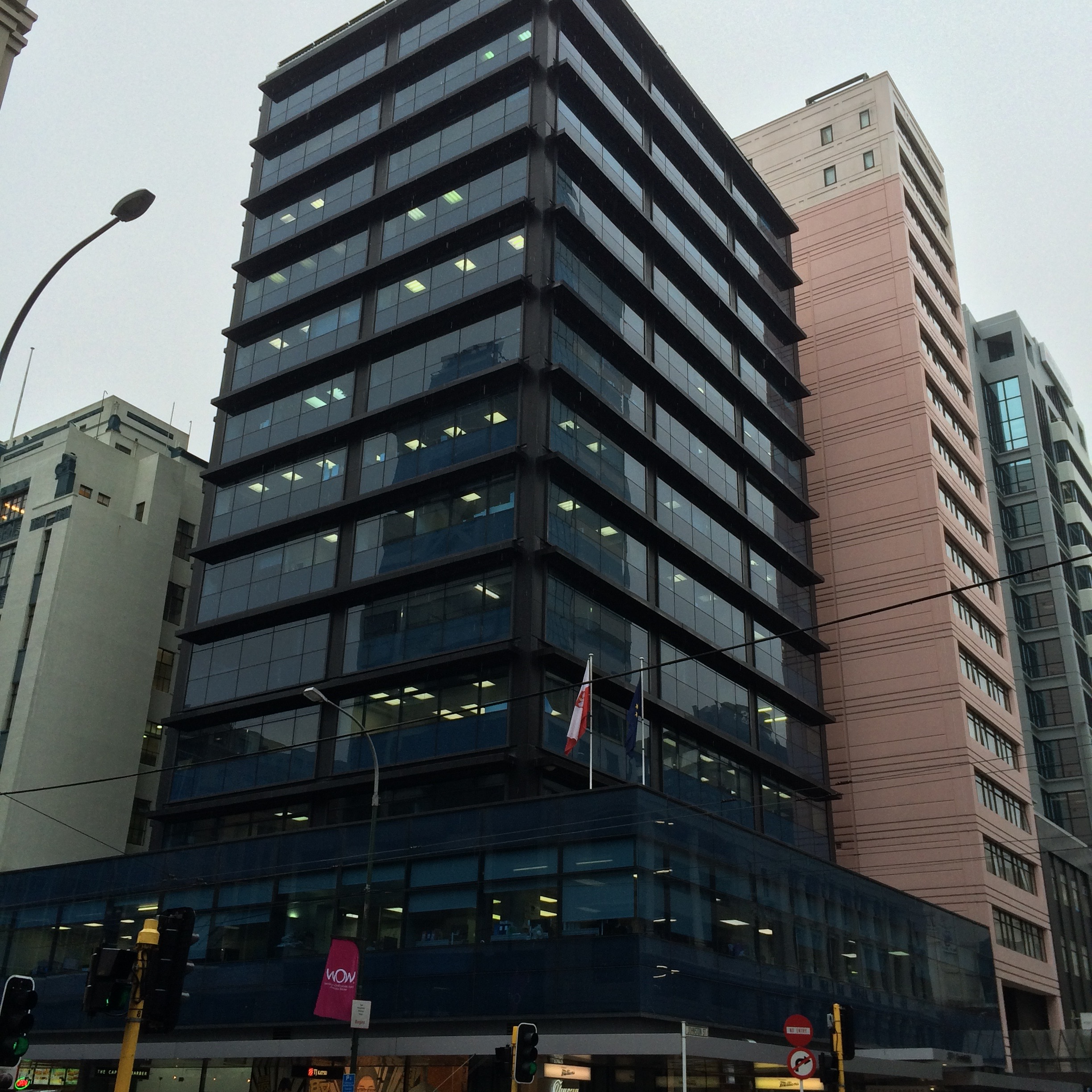
سفارة بولندا
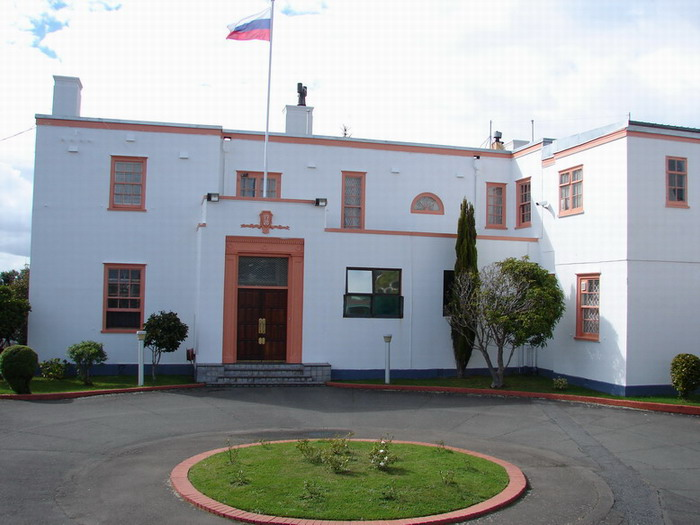
سفارة روسيا
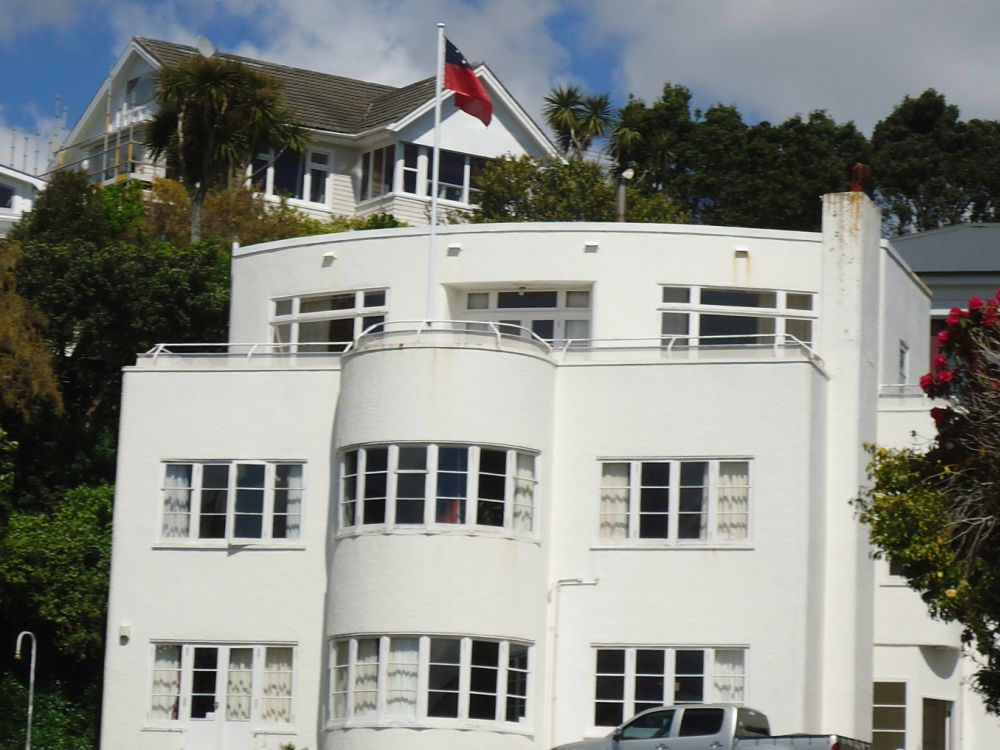
مفوضية ساموا العليا
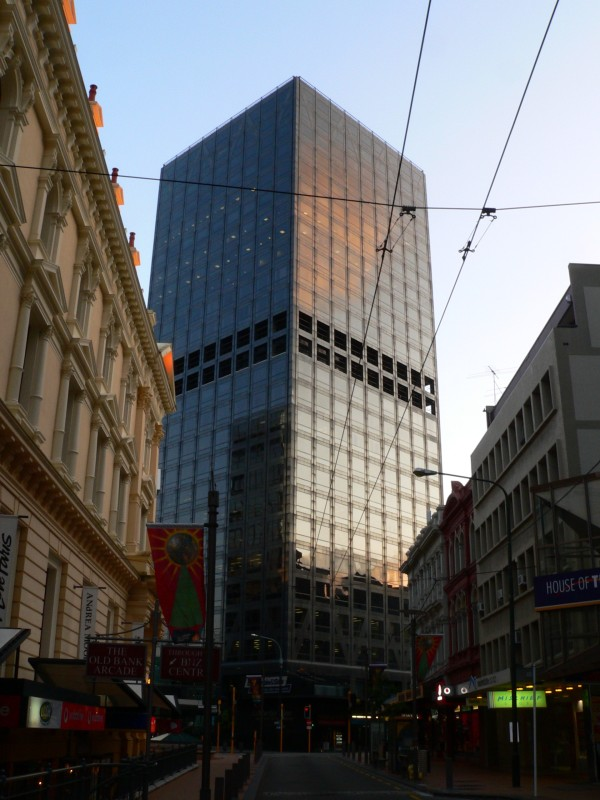
مبنى يستضيف المفوضية العليا لجنوب إفريقيا
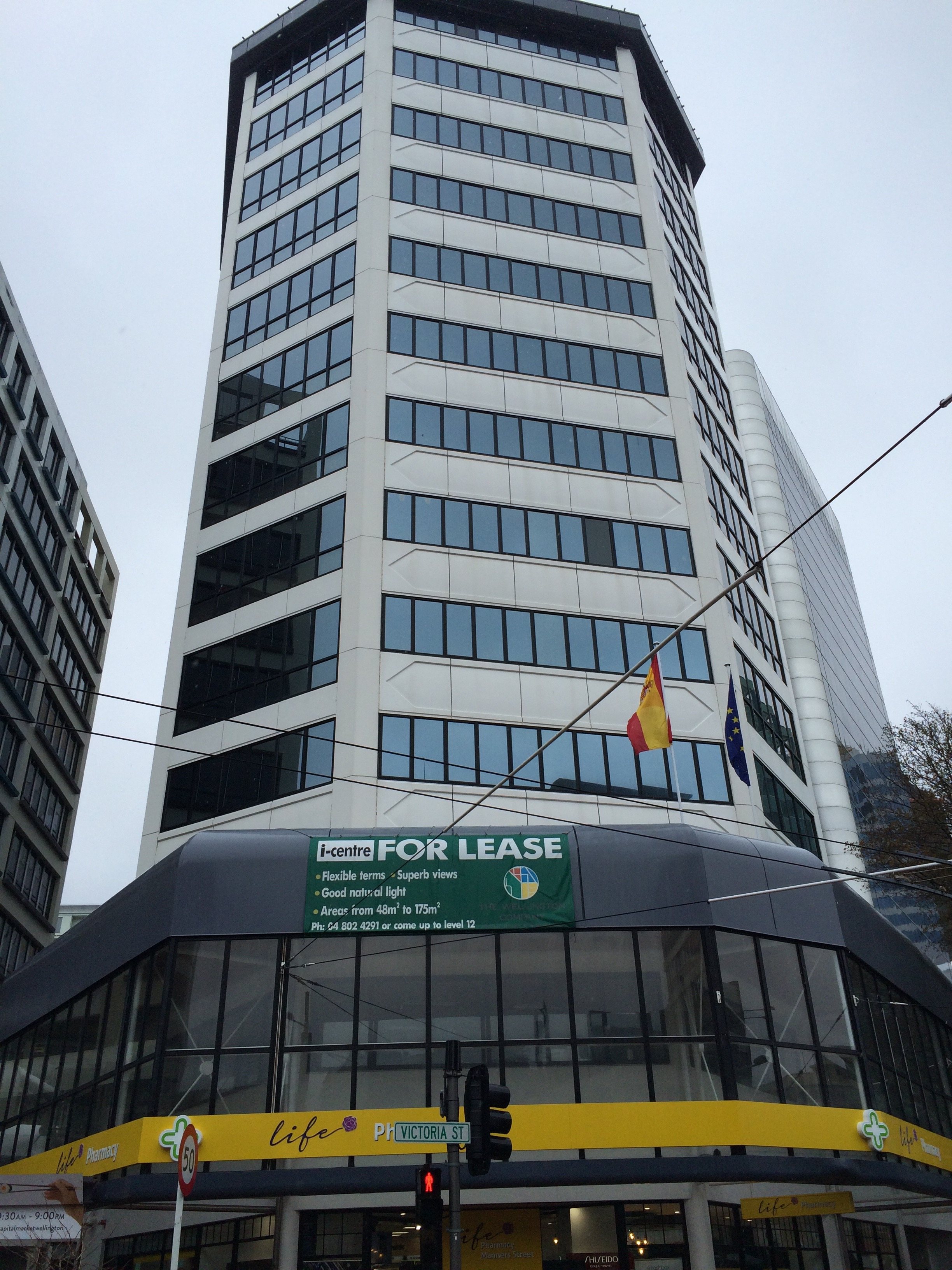
سفارة اسبانيا
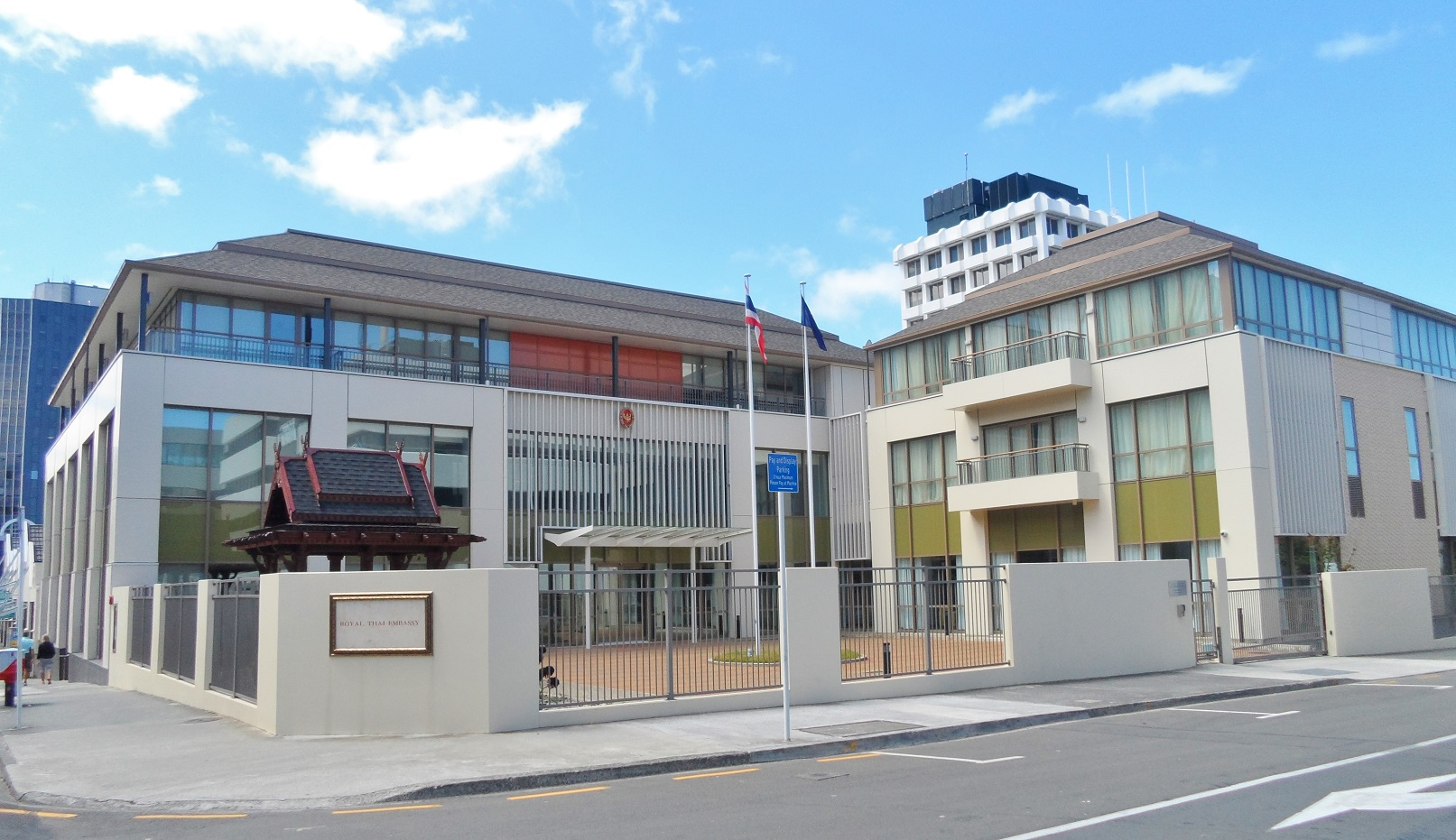
سفارة تايلاند
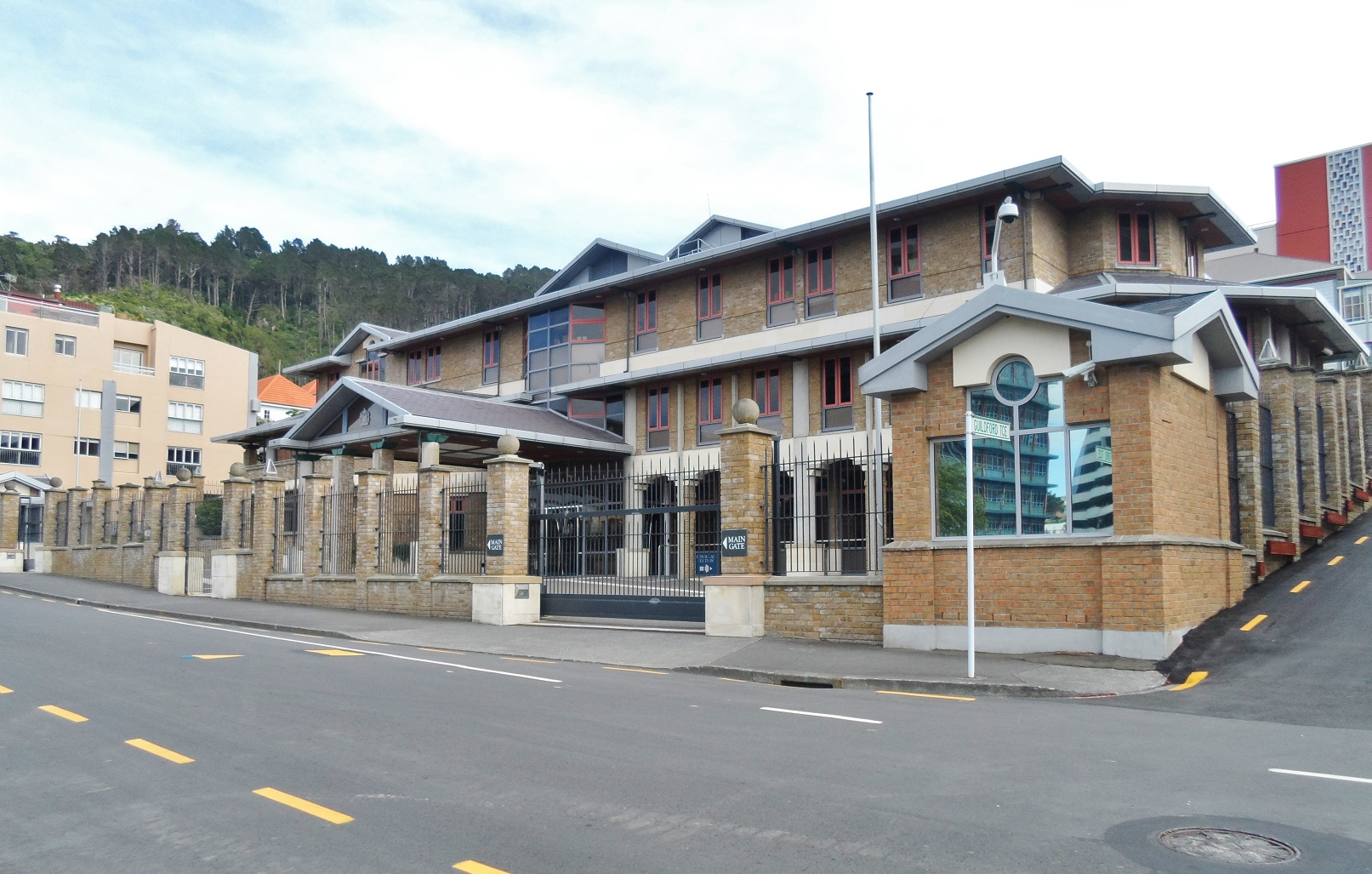
المفوضية العليا للمملكة المتحدة
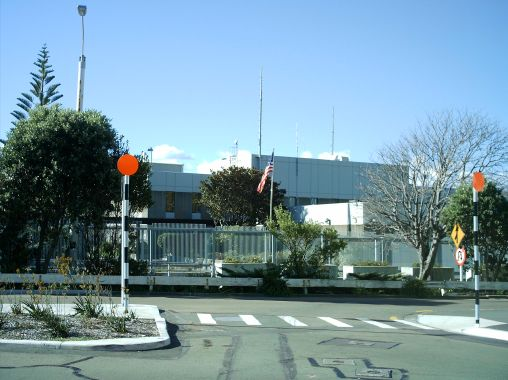
سفارة الولايات المتحدة

## القنصليات العامة والقنصليات والمكاتب الواقعة فيأوكلاند
- أستراليا
- كندا (قنصلية)
- الصين
- كولومبيا
- جزر كوك
- اليابان
- ساموا
- السعودية
- كوريا الجنوبية (قنصلية)
- تايوان (مكتب تايبيه الاقتصادي والثقافي)
- تونغا
- المملكة المتحدة
- الولايات المتحدة
- فانواتو

## القنصليات العامة / القنصلية / المكاتب القنصلية فيكرايستشيرش
- الصين (قنصلية-عامة)[1]
- اليابان (المكتب القنصلي)[2]

## تمثيل غير مقيم
ما لم يُذكر، فإن البعثات الواردة أدناه مقيمة في كانبرا.

## السفارات السابقة
- اليونان
- رومانيا (علاقات رومانيا الخارجية)
- السويد
- يوغوسلافيا

## روابط خارجية
- القائمة الدبلوماسية ويلينجتون